# Christiaan Eijkman
Pour les articles homonymes, voir Eijkman.
Christiaan Eijkman (/ˈkrɪstijaːn ˈɛikmɑn/ ; 11 août 1858 à Nijkerk, Pays-Bas – 5 novembre 1930 à Utrecht, Pays-Bas) est un médecin et pathologiste néerlandais, lauréat de la moitié du prix Nobel de physiologie ou médecine de 1929. Son frère est le chimiste Johann Frederik Eijkmann.

## Biographie
Eijkman naît à Nijkerk. Il étudie dans une école médicale militaire de l'université d'Amsterdam pour entrer dans l'armée hollandaise des Indes. Aux Indes néerlandaises, malade, il doit rentrer en Europe. Il travaille dans le laboratoire de bactériologie de Robert Koch.
Il est envoyé aux Indes néerlandaises pour étudier le béribéri, il y devient directeur du Dokter Djawa School ce qui termine sa courte carrière militaire. Ses premières recherches mettent à mal un certain nombre de théories sur le métabolisme et la physiologie comparée des Européens et des Indonésiens. Elles démontrent que ces théories n'ont aucune base scientifique. Ses études sur la numération globulaire, le sérum sanguin, le métabolisme respiration, la régulation de température, entre autres, ne montrent aucune différence entre les Européens et les Indonésiens.
Son travail le plus connu est en partie accidentel, il remarque les symptômes du béribéri chez des poulets dont l'alimentation a été modifiée temporairement (l'implication d'un facteur nutritionnel comme cause du béribéri avait été suspectée précédemment par Takaki Kanehiro). Il arrive à en faire remonter la cause au riz qui pendant un certain temps avait été décortiqué. Nourris au riz blanc, les poulets avaient développé le béribéri, en 1912 Kazimierz Funk isolera de la cuticule du riz la thiamine, source de la carence. Cette découverte valut à Eijkman la moitié du prix Nobel de physiologie ou médecine de 1929 (l'autre moitié a été remise à Frederick Gowland Hopkins) « pour sa découverte de la vitamine antineuritique ».
Eijkman meurt à Utrecht en 1930.
Dans les années 1960, le gouvernement indonésien, faute de fonds, avait fermé l'Eijkman Instituut de Jakarta. En 1990, l'Indonésie a créé un nouvel « Institut Eijkman de biologie moléculaire » dans les locaux de l'ancien Eijkman Instituut.
En 1970, l'Union astronomique internationale a donné le nom de Eijkman à un cratère lunaire.